# Полканов Олександр Іванович
Олександр Іванович Полканов (16 серпня 1884, Сали — 7 серпня 1971, Сімферополь) — радянський історик, археолог, етнограф, мистецтвознавець, правник, громадський діяч; організатор науки, музейної справи, охорони та вивчення пам'яток історії та культури Криму; член Спілки радянських художників України. Батько геолога Юрія Полканова.

## Біографія
Народився 4 [16] серпня 1884 року в селі Салах (нині село Грушівка Феодосійського району, Автономна Республіка Крим) у сім'ї священника. Закінчив духовне училище; протягом 1899—1905 років навчався у Таврійській духовній семінарії в Сімферополі; 1910 року закінчив юридичний факультет Санкт-Петербурзького університету.
З 1911 року майже безвиїзно жив у Криму. Займався адвокатською практикою. Після Жовтневої революції надавав юридичну допомогу населенню. З 1921 по 1931 рік обіймав посаду директора Центрального музею Тавриди, одночасно упродовж 1921—1927 років очолював Кримський обласний комітет у справах музеїв та охорони пам'яток мистецтва, історії, старовини і народного побуту. Створив першу мережу радянських музеїв, налагодив облік, вивчення та охорону пам'яток у Криму. Певний час викладав історію мистецтв у Сімферопольському художньому училищі.
У роки німецько-радянської війни обіймав посаду директора Кримського краєзнавчого музею. Бувши в окупації, з ризиком для життя зберіг у схованках музейні цінності, за що після визволення Сімферополя був відзначений командуванням Червоної армії і владою. Після закінчення війни репресований як «колабораціоніст». Реабілітований 1956 року.
З 1949 року займався паспортизацією пам'яток історії, працював у Севастопольській і Сімферопольській картинних галереях. У 1959 році вийшов на пенсію, але до кінця життя вів активне творче життя.
Мешкав у Сімферополі в будинку на вулиці Пушкіна № 30. Помер у Сімферополі 7 серпня 1971 року. На прохання старійшин караїмського народу вченого поховано в караїмському секторі Сімферопольського кладовища Абдал.

## Наукова діяльність
Працював в галузі історії мистецтва та художньої критики. Почав друкуватися з 1905 року і є автором понад 130 публікацій. Серед них:
монографії
- «М. М. Щеглов — художник-публіцист» (Сімферополь, 1957);
- «М. С. Самокиш. Життя, творчість» (Сімферополь, 1960);

статті
- «Кримські художники» (1940);
- «Кримські художники на ювілейній виставці» (1958).

Автор передмов до каталогів, путівника «Судак», що витримав кілька видань. Читав лекції з питань образотворчого мистецтва.
У Державному архіві Автономної Республіки Крим у Сімферополі є особистий фонд ученого Р-3814, що налічує понад 600 одиниць зберігання.

## Вшанування

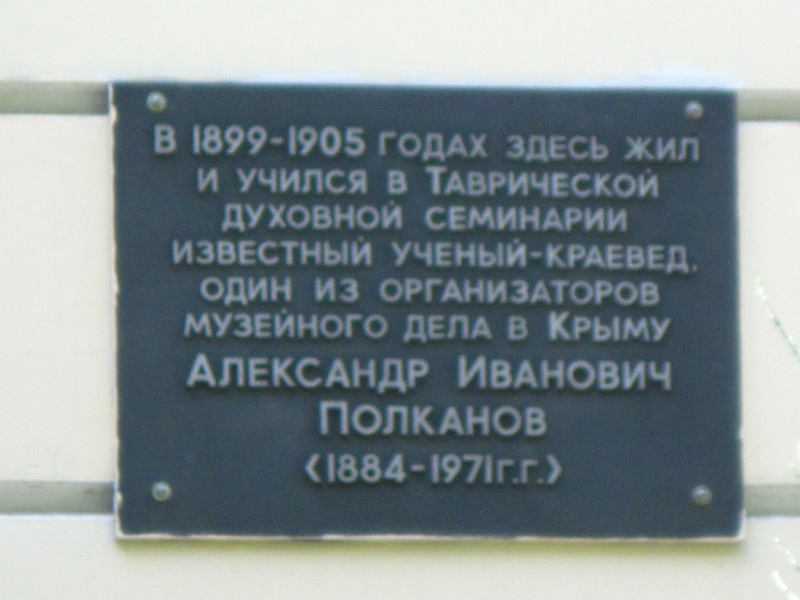
Меморіальна дошка.

На будівлі Таврійської духовної семінарії в Сімферополі, де навчався вчений, встановлена меморіальна дошка.